# El gran Gato
El Gran Gato es una película española, dirigida por Ventura Pons en el año 2003.

## Argumento
El gran Gato es el título de este «musical documentado» -como cataloga el mismo director- que cuenta con la participación de cantantes como Tonino Carotone, Jaume Sisa, Kiko Veneno, Luis Eduardo Aute, Los Manolos, Lucrecia y Martirio. De esta forma director y compañeros de profesión rinden homenaje a Gato Pérez, cantante y compositor que popularizó la rumba y que falleció en 1990 cuando solo tenía 40 años. La película alterna dos partes: una más documental con conversaciones con familiares y la gente que conoció a Gato Pérez, y una segunda en la cual los músicos mencionados interpretan las canciones más conocidas del músico.